# Firebeatz
Firebeatz è un duo olandese di musica elettronica composto da Tim Benjamin Smulders (14 agosto 1985) e Jurre van Doeselaar (5 luglio 1987) formatosi nel 2008 a Tilburg.

## Carriera
Tim e Jurre si conobbero alla Scuola delle Arti di Tilburg e scoprirono di avere in comune la passione per la musica elettronica; nel 2008 formarono un duo con il nome Firebeatz. Fin da subito alcune delle loro tracce entrarono nella classifica di Beatport come Miniman, Funky Shit e Here We F*cking Go. Il singolo Just One More Time Baby prodotto con Chocolate Puma, suonato anche da Pete Tong nel proprio radio show della BBC Radio 1, raggiunse la vetta della classifica Beatport, restandoci per varie settimane. Dear New York, prodotto con Schella, arrivó invece alla posizione numero 2.   
Tra il 2013 ed il 2015, ormai approdati alla Spinnin' Records ed in tutte le etichette discografiche associate ad essa, i Firebeatz collaborarono con molti artisti di fama internazionale, come Martin Garrix (per Helicopter), Sander van Doorn (per Rage e Guitar Track), con Calvin Harris (per It Was You), KSHMR (per No Heroes), Jay Hardway, (per Home), DubVision (per Rockin’ ed Invincible) e Tiësto (per Last Train), oltre a rilasciare singoli di successo come Bazooka, Tornado, Arsonist e Go. Inoltre, il brano Helicopter arrivó alla posizione 59 della Top Chart olandese, al numero 33 di quella belga ed alla posizione 98 di quella francese.
In seguito, tra il 2017 ed il 2019, il duo collaboró con altri artisti come Lucas & Steve (per i brani Show Me Your Love e Keep Your Head Up), Oliver Heldens (per Lift Me Up), Madison Mars (per Rock Right Now) e le NERVO  (per Illusion).
Nel corso della loro carriera i Firebeatz hanno collaborato numerose volte con altri DJ come JoeySuki (per i brani Echobird, Hidden Sound, Tell Me e Reckless), Schella (per Dear New York, Switch, Dat Disco Swindle, Wicked e Through My Mind) e Chocolate Puma (per le tracce Go Bang!, Just One More Time Baby, Sausage Fest, I Can't Understand, Blackout, Lullaby e Soul Fifty); inoltre il brano I Can't Understand raggiunse la posizione 66 nella Top Chart belga. 
Firebeatz e DubVision, amici da molto, formarono il gruppo METAFO4R esibendosi per la prima volta all'EDC di Las Vegas del 2018. Il gruppo pubblicó Best Part Of Me e Rave Machine.

### DJ Mag
- 2014: #56 (New Entry)[3]
- 2015: #66
- 2016: #77

### 1001Tracklist
- 2016: #49
- 2017: –
- 2018: –
- 2019: –
- 2020: #86

## Discografia

### Singoli
- 2008: Speak Up
- 2008: Ready To Go
- 2008: See You Bounce
- 2009: Hit The Dust (con Mell Tierra feat. Stanford)
- 2009: Skandelous (con Apster)
- 2010: 2 Time's The Charm
- 2010: Magic People
- 2010: Echobird (con JoeySuki)
- 2010: Beatboxa
- 2010: Look Behind The Obvious
- 2010: Cencerro (con Apster)
- 2010: Hidden Sound (con JoeySuki)
- 2010: Punk!
- 2010: Zunga Zunga (feat. Greg Van Bueren)
- 2010: Seventy Two (con Nicky Romero)
- 2010: Amfibi (con Nicky Romero)
- 2010: Hidden Sound (This Beat Is Got Me) (con JoeySuki feat. Max C)
- 2011: Tell Me (con JoeySuki feat. Benjamin)
- 2011: 4 Real Life
- 2011: Savier
- 2011: Free, Let It Be (vs. Stuart)
- 2011: Where Brooklyn At
- 2011: Wise Up
- 2011: Knock Out
- 2011: Go Bang! (con Chocolate Puma)
- 2011: It's Like That 2011
- 2011: Funky Shit
- 2012: Where’s Your Head At
- 2012: Miniman
- 2012: Reckless (con JeoySuki)
- 2012: Just One More Time Baby (con Chocolate Puma)
- 2012: Dear New York (con Schella)
- 2012: Here We F*cking Go
- 2012: Disque
- 2013: Gangster
- 2013: YEAHHH
- 2013: Ding Dong (con Bobby Burns)
- 2013: Wonderful
- 2013: Sausage Fest (con Chocolate Puma)
- 2013: Wicked (con Schella)
- 2013: Max Ammo
- 2014: Helicopter (con Martin Garrix)
- 2014: Rockin’ (con DubVision)
- 2014: Guitar Track (con Sander van Doorn)
- 2014: Bazooka
- 2014: Last Train (con Tiësto feat. Ladyhawke)
- 2014: No Heroes (con KSHMR feat. Luciana)
- 2014: Switch (con Schella)
- 2014: It Was You (con Calvin Harris)
- 2014: I Can't Understand (con Chocolate Puma)
- 2014: Arsonist
- 2015: Rage (con Sander van Doorn e Julian Jordan)
- 2015: Darkside
- 2015: Bombaclat
- 2015: Invincible (con DubVision feat. Ruby Prophet)
- 2015: Samir's Theme
- 2015: Sky High (Tiësto edit)
- 2015: Go
- 2015: Unlocked
- 2015: Ghostchild (con Apster feat. Spree Wilson)
- 2015: Tornado
- 2015: Home (con Jay Hardway)
- 2016: Dat Disco Swindle (con Schella)
- 2016: Trigga Finga
- 2016: Lullaby (con Chocolate Puma feat. BISHØP)
- 2016: Sir Duke (con Fafaq)
- 2017: Ignite
- 2017: Show Me Your Love (con Lucas & Steve)
- 2017: Let's Get Wild (con Apster)
- 2017: Till The Sun Comes Up (feat. Vertel)
- 2017: Keep Your Head Up (con Lucas & Steve feat. Little Giants)
- 2017: Burn It Down
- 2018: Everything (con Peppermint feat. Andan O'Brien)
- 2018: Rock Right Now (con Madison Mars)
- 2018: Remember Who You Are
- 2018: Blackout (con Chocolate Puma)
- 2018: Rock To The Rhythm (con Yozo)
- 2019: Through My Mind (con Schella)
- 2019: Bounce (con Schella e Pexem)
- 2019: Blowback (con Sander van Doorn
- 2019: Illusion (con Nervo feat. KARRA)
- 2019: Lift Me Up (con Oliver Heldens e Schella feat. Carla Monroe)
- 2019: Lambo (con DubVision)
- 2020: Soul Fifty (con Chocolate Puma)
- 2020: Bad Habit
- 2020: High Enough (con Plastik Funk)
- 2020: Sinfonia Della Notte
- 2020: Never Enough (feat. Brooke Tomlinson)
- 2020: Instant Moments
- 2020: Let's Get Down

### come METAFO4R
- 2018: Best Part Of Me
- 2019: Rave Machine
- 2020: Grollow

### Remix
- 2008: Nicky Romero – Globe
- 2008: Dan-E & Bryan Dalton feat. Mitch Crown – B With U
- 2009: Mell Tierra & Sebastian D ft. Stanford – Maximize
- 2009: Mell Tierra – Watcha Doing
- 2009: JoeySuki & Apster – Stick It
- 2009: DJ Jeroenski & Bjorn B – My Way
- 2009: Nicky Romero – Woods of Idaho
- 2009: R.O.N.N. & Thice Santoro – What?
- 2009: Bastian Creon – All Because of You (Firebeatz & Sound of Love Soundsystem Remix)
- 2010: DJ Jeroenski feat. Jerique – This Feeling (Firebeatz Vs. SOL Mix)
- 2010: Nicky Romero – It's Me Bitches
- 2010: Robin Schulz & Corey Gibbons – At My Best
- 2010: Milton Channels & Sebastián Reza – Zutra
- 2010: Benny Royal & Genetik – StereoTyped
- 2010: Marc Benjamin – Road Trip
- 2010: AnnaGrace – Celebration
- 2010: DJ Gregory & Gregor Salto feat. Dama Pancha & DJ Mankila – Vem Rebola
- 2010: Mell Tierra & Melvin Reese ft. Anna – Dancin
- 2010: Funkerman feat. Ida Corr – Unconditional Love
- 2011: Freestylers feat. Belle Humble – Cracks
- 2011: Jordan Rivera ft. Spoonface – Keep Holding On
- 2011: Wildboyz – Touching A Stranger
- 2011: Daniel Bovie & Roy Rox feat. Capitol A – The Jam
- 2011: Flo Rida – Turn Around (5, 4, 3, 2, 1)
- 2011: Clokx – Time Of My Life
- 2011: Syke’n’Sugarstarr & Jay Sebag – Like That Sound
- 2011: Kate Ryan – Broken
- 2012: James Blunt – Dangerous
- 2012: Ian Carey & Rosette feat. Timbaland & Brasco – Amnesia
- 2012: Hampenberg & Alexander Brown feat. Pitbull, Fatman Scoop & Nabiha – Raise The Roof
- 2012: Sharam Jey & Dirty Disco Youth – Up Rock!
- 2012: Alex Gaudino – All I Want
- 2012: Bingo Players feat. Heather Brights – Don't Blame The Party (Mode)
- 2012: Ginuwine feat. Timbaland & Missy Elliott – Get Involved
- 2012: Pink – Blow Me
- 2012: Robbie Rivera feat. Wynter Gordon – In The Morning
- 2012: Alex Kenji & Ron Carroll – Good Times
- 2013: Congorock & Stereomassive feat. Sean Paul – Bless Di Nation
- 2013: Justin Timberlake feat. Jay-Z – Suit & Tiè
- 2013: Wallpaper. – Good 4 It
- 2013: Rihanna – What Now
- 2013: Calvin Harris feat. Ayah Marar – Thinking About You
- 2014: Foster The People – Coming Of Age
- 2014: Rune RK – Calabria
- 2015: Joe Stone feat. Montell Jordan – The Party (This Is How We Do It)
- 2016: Bolier – Ipanema
- 2016: Dimitri Vegas & Like Mike – Stay A While
- 2017: Axwell Ʌ Ingrosso – Thinking About You
- 2019: Funkstar De Lux – Sun Is Shining
- 2019: Marshmello & Kane Brown – One Thing Right